# 台湾算盘子
台湾算盘子（学名：Glochidion kusukusense）为大戟科算盘子属下的一个种。

## 扩展阅读
- 維基物種上的相關：台湾算盘子